# Sferă

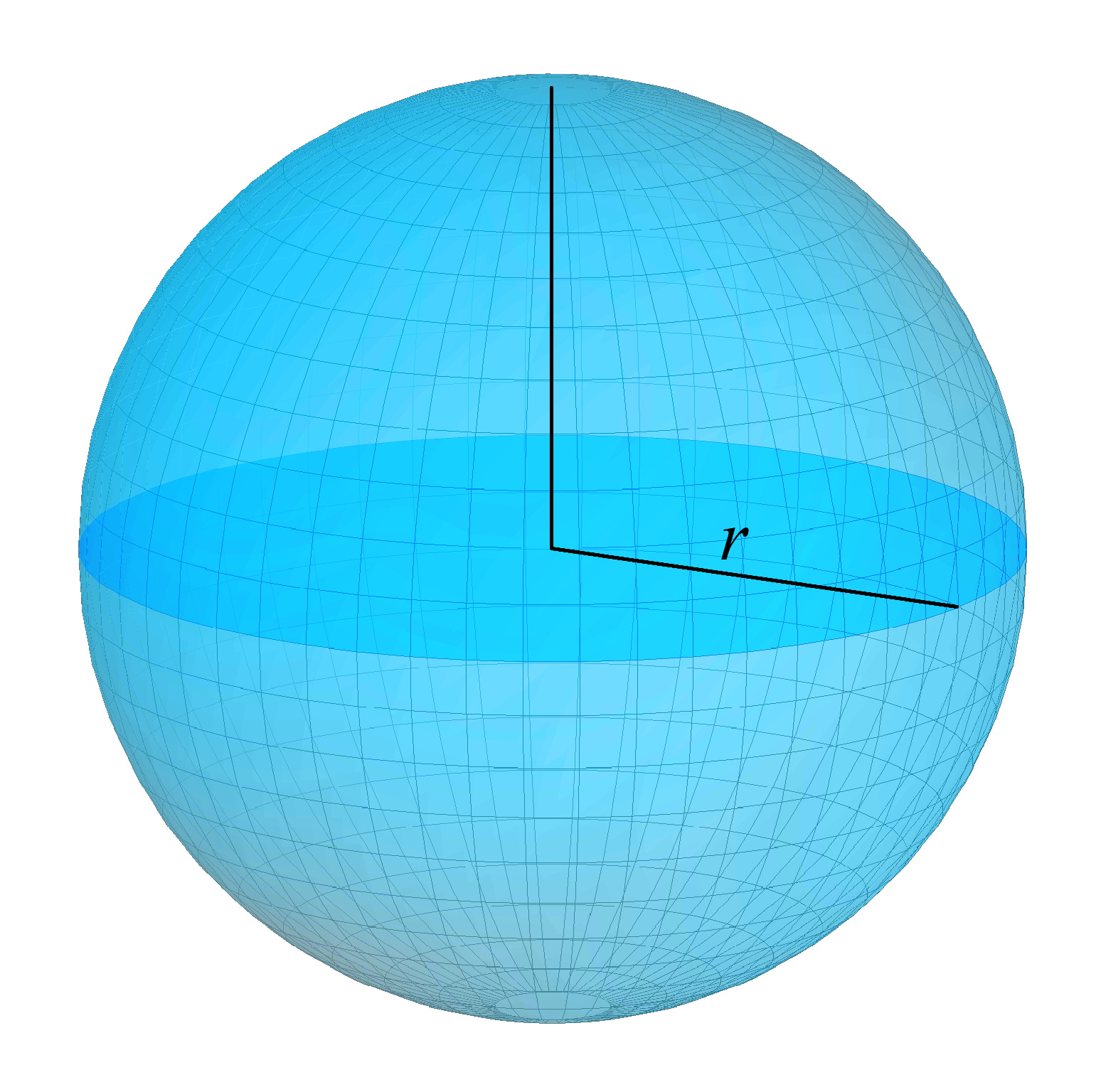
O sferă în care raza este notată „r”

Sfera (din greacă σφαίρα - sphaira) este suprafața unei bile. În spațiul euclidian 3-dimensional, sfera este mulțimea punctelor care se află la o distanță r (raza sferei) de un punct c (centrul sferei), unde r este un număr real pozitiv. În cazul particular în care r=1 sfera se numește sferă unitate.
În limbaj colocvial, noțiunea de sferă se folosește adesea pentru un corp geometric mărginit de sferă. În limbaj matematic un astfel de obiect se numește bilă.

## Ecuații înR3
În geometria analitică sfera de centrul c=(x0, y0, z0) și rază r>0 este locul geometric al punctelor care satisfac ecuația (implicită)
{\displaystyle \,(x-x_{0})^{2}+(y-y_{0})^{2}+(z-z_{0})^{2}=r^{2}.}
Dacă considerăm metrica euclidiană din R3 atunci ecuația de mai sus nu inseamnă altceva decât că toate punctele sferei se află la aceași distanță r de punctul c.
Considerând un sistem ortonormat de coordonate, sfera (ca suprafață 2-dimensională) poate fi exprimată prin ecuațiile parametrice
{\displaystyle {\begin{cases}x=x_{0}+r\cos \varphi \;\sin \theta \\y=y_{0}+r\sin \varphi \;\sin \theta \qquad (0\leq \varphi \leq 2\pi {\text{ si }}0\leq \theta \leq \pi )\\z=z_{0}+r\cos \theta \end{cases}}}
Pentru fiecare valoare a parametrului θ se obține un cerc de pe sferă - astfel de cercuri se numesc paralele. Asemănător, pentru parametrul φ se obțin cercuri numite meridiane. Pentru θ=0 respectiv θ=π cercurile obținute sunt degenerate - aceste două puncte sunt polul nord (x0, y0, z0 + r) respectiv polul sud (x0, y0, z0 - r).
Pentru o sferă cu raza r>0 aria suprafeței este
{\displaystyle A=4\pi r^{2}\,}
iar volumul este
{\displaystyle V={\frac {4}{3}}\pi r^{3}.}.

## Proprietăți
Prin secțiuni plane ale sferei se obțin cercuri
Dacă se consideră un plan tangent la sferă se obține un cerc degenerat, adică un punct.
Toate Geodezicele sferei sunt drumuri închise
Geodezicele sferei sunt cercurile mari, adică cercurile obținute din secțiuni cu plane care conțin centrul sferei.
Dintre toate solidele cu un volum dat, sfera are cea mai mică arie a suprafeței
Pentru o arie dată, sfera de acea arie înconjoară cel mai mare volum.
Sfera este invariată în grupul de rotații
Considerând o sferă cu centrul în origine, grupul de rotații SO(3) transformă sfera în ea însăși.

## Generalizări
Având în vedere spațiul ambient al sferei, cât și noțiunea de distanță se pot obține următoarele generalizări
- Sfera Sn din spațiul euclidian (n+1)-dimensional Rn+1 de centru c=(c1, c2,..., cn+1) și rază r este mulțimea punctelor din Rn+1 care satisfac ecuația

{\displaystyle \,(x_{1}-c_{1})^{2}+(x_{2}-c_{2})^{2}+...+(x_{n+1}-c_{n+1})^{2}=r^{2}.}.
- Într-un spațiu metric oarecare (X,d) sfera de centru c și rază r este

{\displaystyle \{x\in X:d(x,c)=r\}}.
- Într-un spațiu topologic oarecare, o n-sferă este o submulțime a spațiului homeomorfă cu Sn pentru un număr natural n.

## Topologie
Topologia este o ramură a matematicii, mai precis o extensie a geometriei, care studiază deformările spațiului prin transformări continue.
Vom considera spațiul euclidian 3-dimensional, notat cu E3.

### Sfera din punct de vedere geometric si topologic
Definiție:Fie O є E3 și r є R.Se numește sfera cu centrul O și raza r figura
S(O,r):= {M є E3 / δ(O;M)=r};
Se numește corpul (discul) sferic sau bila cu centrul O și raza r, figura
B(O,r):= {M є E3 / δ(O;M)≤r};
Se numește interiorul corpului sferic B(O,r), figura
(B(O,r)):= {M є E3 / δ(O;M)<r};
Se numește exteriorul corpului sferic B(O,r), figura
(B(O,r)):= {M є E3 / δ(O;M)>r};
Orice sferă din S(O,r) din E3 este o figură nevidă; fiecare semidreaptă [OX conține exact un punct al lui S(O,r), iar o dreaptă care conține centrul O (normala, dreapta diametrala) intersectează sfera S(O,r) în doua puncte (diametral opuse). Sfera nu este o figură convexa, corpul sferic și interiorul său sunt figuri convexe.
Dacă S(O,r) este o sferă și α єP este un plan diametral sau normal al lui S(O,r), (O є α), atunci S(O,r) intersectat cu α=:С(O;r) este un cerc, numit cerc mare(ecuator) al lui S(O,r).
Observație: 1.Fie A,B є S(O,r) și α Є P. Două din condițiile următoare implică pe cea de-a treia:
- 1. α este perpendicular pe coarda [AB];[necesită citare]
- 2. α este plan diametral;[necesită citare]
- 3. α conține mijlocul lui [AB];[necesită citare]

Orice dreaptă diametrală (respectiv plan diametral) este o axă de simetrie (respectiv plan de simetrie) a sferei S(O;r).
Exista trei poziții relative posibile ale unui cuplu sferă-dreaptă.
Fie sfera S(O;r) și dreapta d Є D. d se numește tangenta, respectiv secanta, respectiv exterioara la C(O;r), dacă d intersectează C(O;r) conține un punct, respectiv conține doua puncte, respectiv este mulțimea vidă.

Teorema 1.(Sferă-dreaptă).Fie sfera S(O;r) și dreapta d Є D.
1. d este secanta la S(O;r)<=> δ(O,d)< r[necesită citare]
2. d este exterioara la S(O;r)<=> δ(O,d)> r[necesită citare]
3. d este tangenta la S(O;r)<=> δ(O,d)= r[necesită citare]

Observații 2.
a) O tangentă la sferă este perpendiculară pe baza sferei în punctul de contact.
b) O dreaptă este tangentă într-un punct la sferă dacă și numai dacă ea este tangentă la un cerc mare al sferei, în punctul respectiv.
c) Fiecare punct al sferei este centrul unui fascicul de drepte coplanare, care sunt tangente la sfera în acel punct.
Exista, de asemenea, trei poziții posibile ale unui plan în raport cu o sferă.
Fie sfera S(o,r) și planul α Є P, α se numește plan tangent, respectiv plan secant, respectiv plan exterior la S(O,r), daca α intersectat cu S(O,r) este un punct, respectiv un cerc, respectiv mulțimea vidă.

Teorema 2.(Sferă-plan).Fie sfera S(O,r) și planul α Є P.
1. α este un plan secant la S(O,r) <=> δ(O,α)< r;[necesită citare]
2. α este un plan exterior la S(O,r) <=> δ(O,α)> r;[necesită citare]
3. α este un plan tangent la S(O,r) <=> δ(O,α)= r;[necesită citare]

Observație 3. In fiecare punct al sferei exista un plan tangent unic la sferă; acesta conține toate tangentele la sferă în punctul respectiv. Perpendiculara pe planul tangent la sfera în punctul de contact este normala sferei în punctul de contact.
Observație 4. Dacă o sferă conține trei puncte, atunci ea conține cercul determinat de aceste puncte.
Într-adevăr, dacă punctele aparțin sferei, atunci ele sunt necoliniare și determină un plan care intersectează sfera după cercul determinat de cele trei puncte.
Iată câteva moduri în care poate fi determinata o sfera.
Observație 5. Date trei puncte necoliniare, A,B,C, locul geometric al centrelor sferelor care conțin pe A,B,C este perpendiculara pe planul ABC în punctul de intersecție al mediatoarelor triunghiului ABC.
Teorema 3. Locul geometric al centrelor sferelor care conțin un cerc dat este normala pe planul cercului în centrul acestuia.
Teorema 4. Doua cercuri necoplanare, care se intersectează, determina o sferă unică.
Corolar 1. Un cerc și un punct exterior planului său determină o sferă unică.
Corolar 2. Exista o sferă unică, care conține patru puncte necoplanare date.

Spațiul euclidian E3 este un spațiu metric, cu metrica (distanța) δ : E3 X E3 -> R ,  introdusă prin axiomatica geometriei euclidiene în spațiu.
Proprietățile distanței, precum și maniera în care poate fi calculată au fost stabilite
ulterior prin: axioma riglei, existenta sistemelor de coordinate carteziene ortogonale în plan
și în spațiu, teorema lui Pitagora.
Daca E3 este raportat la un s.c.c.o OXYZ și  S(O,r)={ Mє E3 / δ(O,M)=r} este  sfera cu centrul O și de raza r > 0, atunci se poate considera S(O,r) ca o suprafață în spațiul euclidian. O parametrizare a lui S(O,r) poate fi definită prin relațiile:
(u,v) Є ( -Π/2;Π/2 X [0,2Π)
care se numesc ecuațiile parametrice ale sferei S(O,r).